# Liste des administrateurs coloniaux au Gabon

## Administrateurs duGabon
Listes des administrateurs coloniaux au Gabon.
| Période                                             | Titulaire                                                                                                 | Notes                                      |
| --------------------------------------------------- | --- | ------------------------------------------ |
| 1839 à 1844                                         | Louis Édouard Bouët, Commandant de la Division navale de l'Ouest des côtes de l'Afrique                   | 1er terme                                  |
| 1844 à 1845                                         | Édouard Bouët-Willaumez, Commandant de la Division navale de l'Ouest des côtes de l'Afrique               |                                            |
| 1845 à 1848                                         | Jean-Baptiste Montagniès de La Roque, Commandant de la Division navale de l'Ouest des côtes de l'Afrique  |                                            |
| 1848 à 1848                                         | Auguste Baudin, Commandant de la Division navale de l'Ouest des côtes de l'Afrique                        | 1er terme                                  |
| 1848 à 1850                                         | Édouard Bouët-Willaumez, Commandant de la Division navale de l'Ouest des côtes de l'Afrique               | 2e terme                                   |
| 1850 à 1851                                         | Charles-Eugène Pénaud, Commandant de la Division navale de l'Ouest des côtes de l'Afrique                 |                                            |
| 1851 à 1854                                         | Auguste Baudin, Commandant de la Division navale de l'Ouest des côtes de l'Afrique                        | 2e terme                                   |
| Colonie de Gorée et Dépendances                     | |                                            |
| 1854 à mars 1856                                    | Jérôme Félix Monléon, Commandant de la Division navale de l'Ouest des côtes de l'Afrique                  |                                            |
| Mars 1856 à 1859                                    | Auguste-Léopold Protet, Commandant de la Division navale de l'Ouest des côtes de l'Afrique                |                                            |
| Établissements français de la Côte d'Or et du Gabon | Établissements français de la Côte d'Or et du Gabon                                                       | chef-lieu au Gabon                         |
| 1859 à 1861                                         | Auguste Bosse, Commandant de la Division navale de l'Ouest des côtes de l'Afrique                         | Gorée Incorporé dans la Colonie du Sénégal |
| 1861 à 1863                                         | Octave François Charles Didelot, Commandant de la Division navale de l'Ouest des côtes de l'Afrique       |                                            |
| 1863 à 1866                                         | André Émile Léon Laffon de Ladebat, Commandant de la Division navale de l'Ouest des côtes de l'Afrique    |                                            |
| 1866 à 1868                                         | Alphonse Jean René Fleuriot de Langle, Commandant de la Division navale de l'Ouest des côtes de l'Afrique |                                            |
| 1868 à 1869                                         | Alexandre François Dauriac, Commandant de la Division navale de l'Ouest des côtes de l'Afrique            |                                            |
| 1869 à 1870                                         | Victor Auguste Duperré, Commandant de la Division navale de l'Ouest des côtes de l'Afrique                |                                            |
| 1870 à 1872                                         | Siméon Bourgois, Commandant de la Division navale de l'Ouest des côtes de l'Afrique                       |                                            |
| 1872 à 1874                                         | Antoine Louis Le Couriault du Quilio, Commandant de la Division navale de l'Ouest des côtes de l'Afrique  |                                            |
| 1874 à 1875                                         | Charles Henri Jules Panon du Hazier, Commandant de la Division navale de l'Ouest des côtes de l'Afrique   |                                            |
| 1875 à 1877                                         | Amédée Louis Ribourt, Commandant de la Division navale de l'Ouest des côtes de l'Afrique                  |                                            |
| 1877 à 1879                                         | François Hippolyte Allemand, Commandant de la Division navale de l'Ouest des côtes de l'Afrique           |                                            |
| 1879 à 1881                                         | Adolphe Lucien Mottez, Commandant de la Division navale de l'Ouest des côtes de l'Afrique                 |                                            |
| 1881 à 24 janvier 1883                              | Richild Grivel, Commandant de la Division navale de l'Ouest des côtes de l'Afrique                        |                                            |
| 1884 à 1886                                         | Jules de Cuverville, Commandant de la Division navale de l'Ouest des côtes de l'Afrique                   |                                            |
| 1886                                                | Incorporé dans Congo français                                                                             |                                            |

Voir ci-dessous pour la suite 1886 au 17 août 1960
| Période                                      | Titulaire                                                            | Notes                                  |
| -------------------------------------------- | -------------------------------------------------------------------- | -------------------------------------- |
| Souveraineté française                       |                                                                      |                                        |
| 1843 à 1844                                  | Antoine Devoisins, Commandant-Particulier du Gabon                   |                                        |
| 1844 à 1844                                  | Joseph Marie Millet, Commandant-Particulier du Gabon                 |                                        |
| 1844 à 1846                                  | André Brisset, Commandant-Particulier du Gabon                       | 1er terme                              |
| 1846 à 1846                                  | Eugène Louis Hugues Méquet, Commandant-Particulier du Gabon          |                                        |
| 1846 à 1846                                  | Clément Grosjean, Commandant-Particulier du Gabon                    |                                        |
| 1846 à 1847                                  | Jean Carrilès, Commandant-Particulier du Gabon                       |                                        |
| 1847 à 1848                                  | André Brisset, Commandant-Particulier du Gabon                       | 2e terme                               |
| 25 mars 1848 à 1848                          | Alphonse Alexandre Sourdeaux, Commandant-Particulier du Gabon        |                                        |
| 3 août 1848 à 1848                           | Eugène Jean Antoine Desperles, Commandant-Particulier du Gabon       |                                        |
| Décembre 1848 à 1849                         | Étienne Charles Deschanel, Commandant-Particulier du Gabon           |                                        |
| 10 août 1849 à 1850                          | Jean-Auguste Martin, Commandant-Particulier du Gabon                 |                                        |
| 15 décembre 1850 à 1853                      | Alexis Édouard Vignon, Commandant-Particulier du Gabon               | 1er terme                              |
| Colonie de Gorée et Dépendances              |                                                                      |                                        |
| 1853 à 1854                                  | Théophile Quillet, Commandant-Particulier du Gabon                   |                                        |
| 1854 à 1857                                  | Théophile Quillet, Commandant-Particulier du Gabon                   |                                        |
| 1857 à 1859                                  | Alexis Édouard Vignon, Commandant-Particulier du Gabon               | 2e terme                               |
| 1859 à 1860                                  | Pierre Alexandre Mailhetard, Commandant-Particulier du Gabon         |                                        |
| 4 août 1860 à 1861                           | César Charles Joseph Pradier, Commandant-Particulier du Gabon        |                                        |
| 1861 à 1863                                  | Paul Claude Nicolas Brue, Commandant-Particulier du Gabon            |                                        |
| 1863 à 1866                                  | Charles Ferdinand Eugène Baur, Commandant-Particulier du Gabon       |                                        |
| 1866 à 1867                                  | Joseph Henri Brunet-Millet, Commandant-Particulier du Gabon          |                                        |
| 1867 à 1868                                  | Hyacinthe Aube, Commandant-Particulier du Gabon                      |                                        |
| 1868 à 1869                                  | Frédéric Amable Bourgarel, Commandant-Particulier du Gabon           |                                        |
| 1869 à 1871                                  | Hippolyte Adrien Bourgin, Commandant-Particulier du Gabon            |                                        |
| 1871 à 1873                                  | Gustave Aristide Léopold Garraud, Commandant-Particulier du Gabon    |                                        |
| 1873 à 1875                                  | Charles Henri Jules Panon du Hazier, Commandant-Particulier du Gabon |                                        |
| 1875 à 1876                                  | Félix Ambroise Clément, Commandant-Particulier du Gabon              |                                        |
| 1876 à 1879                                  | Paul-Michel-Frédéric Caudière, Commandant-Particulier du Gabon       |                                        |
| 1879 à 1880                                  | Augustin Ernest Dumont, Commandant-Particulier du Gabon              |                                        |
| 1880 à 1881                                  | Jules Émile Hanet-Cléry, Commandant-Particulier du Gabon             |                                        |
| 1881 à 1883                                  | Émile Masson, Commandant-Particulier du Gabon                        |                                        |
| 1883 à 1885                                  | Jean Joseph Cornut-Gentille, Commandant-Particulier du Gabon         |                                        |
| 1885 à 1886                                  | Georges Émile Pradier, Commandant-Particulier du Gabon               |                                        |
| Incorporé dans Congo français                |                                                                      |                                        |
| 29 juin 1886 au 12 mars 1889                 | Noël Ballay, Lieutenant-gouverneur                                   |                                        |
| 12 mars 1889 au 1er juin 1894                | Charles de Chavannes, Lieutenant-gouverneur                          |                                        |
| 1er juin 1894 au 22 janvier 1899             | Albert Dolisie, Lieutenant-gouverneur                                |                                        |
| 1er mai 1899 à 1902                          | Émile Gentil, Lieutenant-gouverneur                                  |                                        |
| 21 janvier 1904 au 19 avril 1905             | Louis Auguste Bertrand Ormières, Lieutenant-gouverneur               |                                        |
| 19 avril 1905 au 5 août 1905                 | Paul Cousturier, acting Lieutenant Governor                          |                                        |
| 5 août 1905 au 27 avril 1906                 | Alfred Fourneau, acting Lieutenant Governor                          |                                        |
| 27 avril 1906 au 23 avril 1907               | Charles Noufflard, acting Lieutenant Governor                        |                                        |
| 23 avril 1907 au 26 avril 1907               | Alfred Martineau, Lieutenant-gouverneur                              |                                        |
| 26 avril 1907 au 20 janvier 1909             | Édouard Émile Léon Telle, acting Lieutenant Governor                 |                                        |
| 20 janvier 1909 au 10 février 1909           | Frédéric Claude Weber, acting Lieutenant Governor                    |                                        |
| 10 février 1909 au 9 novembre 1909           | Charles Rognon, acting Lieutenant Governor                           |                                        |
| 9 novembre 1909 au 15 janvier 1910           | Léon Félix Richaud, acting Lieutenant Governor                       |                                        |
| Incorporé dans Afrique-Équatoriale française |                                                                      |                                        |
| 15 janvier 1910 à juin 1911                  | Léon Félix Richaud, acting Lieutenant Governor                       |                                        |
| juin 1911 au 21 février 1912                 | Georges Poulet, Lieutenant-gouverneur                                |                                        |
| 21 février 1912 au 18 avril 1914             | Paul Pierre Adam, acting Lieutenant Governor                         |                                        |
| 18 avril 1914 au 1er juin 1917               | Joseph Guyon, Lieutenant-gouverneur                                  |                                        |
| 1er juin 1917 au 12 juin 1918                | Georges Thomann, acting Lieutenant Governor                          |                                        |
| 12 juin 1918 au 30 juin 1919                 | Maurice Lapalud, Lieutenant-gouverneur                               |                                        |
| 30 juin 1919 au 13 avril 1920                | Jean Henri Marchand, acting Lieutenant Governor                      |                                        |
| 13 avril 1920 au 29 mai 1922                 | Jean Henri Marchand, acting Lieutenant Governor                      |                                        |
| 29 mai 1922 au 15 juin 1923                  | Edmond Émilien Cadier, acting Lieutenant Governor                    |                                        |
| 15 juin 1923 au 29 juillet 1924              | Louis Nicolas Marie Cercus, acting Lieutenant Governor               |                                        |
| 29 juillet 1924 au 19 juin 1931              | Marie Joseph Jules Pierre Bernard, Lieutenant-gouverneur             |                                        |
| 19 juin 1931 à novembre 1931                 | Louis Vingarassamy, acting Lieutenant Governor                       |                                        |
| novembre 1931 au 26 septembre 1934           | Louis Bonvin, Lieutenant-gouverneur                                  |                                        |
| 26 septembre 1934 au 24 octobre 1936         | Louis Bonvin, Administrator-Superior                                 |                                        |
| 24 octobre 1936 au 11 septembre 1937         | Louis Bonvin, Governor-Delegate                                      |                                        |
| 11 septembre 1937 au 29 août 1938            | Georges Parisot, Governor-Delegate                                   |                                        |
| 29 août 1938 au 2 novembre 1939              | Georges Pierre Masson, acting Governor-Delegate                      |                                        |
| 2 novembre 1939 au 14 novembre 1940          | Georges Pierre Masson, acting Governor-Delegate                      |                                        |
| 14 novembre 1940 au 15 mars 1941             | André Parant, acting Governor-Delegate                               |                                        |
| 26 mars 1941 au 30 mai 1942                  | Victor Valentin Smith, Gouverneur                                    |                                        |
| 30 mai 1942 au 26 août 1943                  | Maurice Assier de Pompignan, Gouverneur                              |                                        |
| 26 août 1943 au 19 novembre 1944             | Paul Vuillaume, Gouverneur                                           |                                        |
| 19 novembre 1944 à 28 mars 1946              | Numa Sadoul, acting Governor                                         | 1er terme                              |
| 28 mars 1946 au 31 décembre 1947             | Roland Pré, Gouverneur                                               |                                        |
| 31 décembre 1947 au 6 avril 1949             | Numa Sadoul, Gouverneur                                              | 2e terme                               |
| 6 avril 1949 au 4 janvier 1950               | Pierre Pelieux acting Governor                                       |                                        |
| 4 janvier 1950 to 19 octobre 1951            | Pierre Pelieux acting Governor                                       |                                        |
| 19 octobre 1951 au 25 avril 1952             | Charles Hanin, acting Governor                                       |                                        |
| 25 avril 1952 au 29 janvier 1958             | Yves Digo, Gouverneur                                                |                                        |
| 29 janvier 1958 au 28 novembre 1958          | Louis Sanmarco, Gouverneur                                           |                                        |
| autonome République Gabonaise                |                                                                      |                                        |
| 28 novembre 1958 à juillet 1959              | Louis Sanmarco, High Commissioner                                    |                                        |
| Juillet 1959 au 17 août 1960                 | Jean Risterucci, High Commissioner                                   |                                        |
| 17 août 1960                                 | Indépendance de la République du Gabon                               | Indépendance de la République du Gabon |